# Малая Рыбица
Малая Рыбица (укр. Мала Рибиця) — село,
Малорыбицкий сельский совет,
Краснопольский район,
Сумская область,
Украина.
Код КОАТУУ — 5922382501. Население по переписи 2001 года составляло 494 человека.
Является административным центром Малорыбицкого сельского совета, в который, кроме того, входит село
Великий Прикол.

## Географическое положение
Село Малая Рыбица находится на берегу реки Рыбица (в основном на правом) в месте впадения в неё река Прикол,
выше по течению на расстоянии в 1,5 км расположено село Осоевка,
ниже по течению на расстоянии в 5 км расположено село Великая Рыбица.
Вдоль русла реки проведены ирригационные каналы.

## История
Земли в устье Прикола были выделены в 1671 году «миропольскому казаку Ивану Безрученку». На выделенных землях образовалось село Криничное, ныне являющееся частью Малой Рыбицы.
Село Малая Рыбица основано в 80-х годах XVII века.

## Экономика
- Молочно-товарная ферма.
- Разведанное месторождение глины.

## Объекты социальной сферы
- Школа І-ІІ ст.